# Lina Krhlikar
Lina Krhlikar, née le 29 juin 1989 à Ljubljana, est une handballeuse slovène.

## Carrière sportive
Après avoir évolué dès l'âge de 18 ans dans le club de sa ville natale, elle a été engagée en 2011 par le Handball Cercle Nîmes puis la saison suivante au Cercle Dijon Bourgogne. En 2013, elle signe au club de HBC Celles-sur-Belle en N1. Elle rejoint ensuite le championnat d'Allemagne, où elle évolue actuellement au sein du Frisch Auf Göppingen.
Lina Krhlikar fait partie de l'équipe de Slovénie.

## Clubs
- RK Krim Mercator Ljubljana : avant 2008
- RK Celeia Zalec : 2008-2009
- Rocasa Ace Gran Canaria : 2009-2011
- Handball Cercle Nîmes : 2011-2012
- Cercle Dijon Bourgogne : 2012-2013
- HBC Celles-sur-Belle : 2013-2014
- TuS Weibern : 2014-2015
- Frisch Auf Göppingen : depuis 2015